# Bagger 288

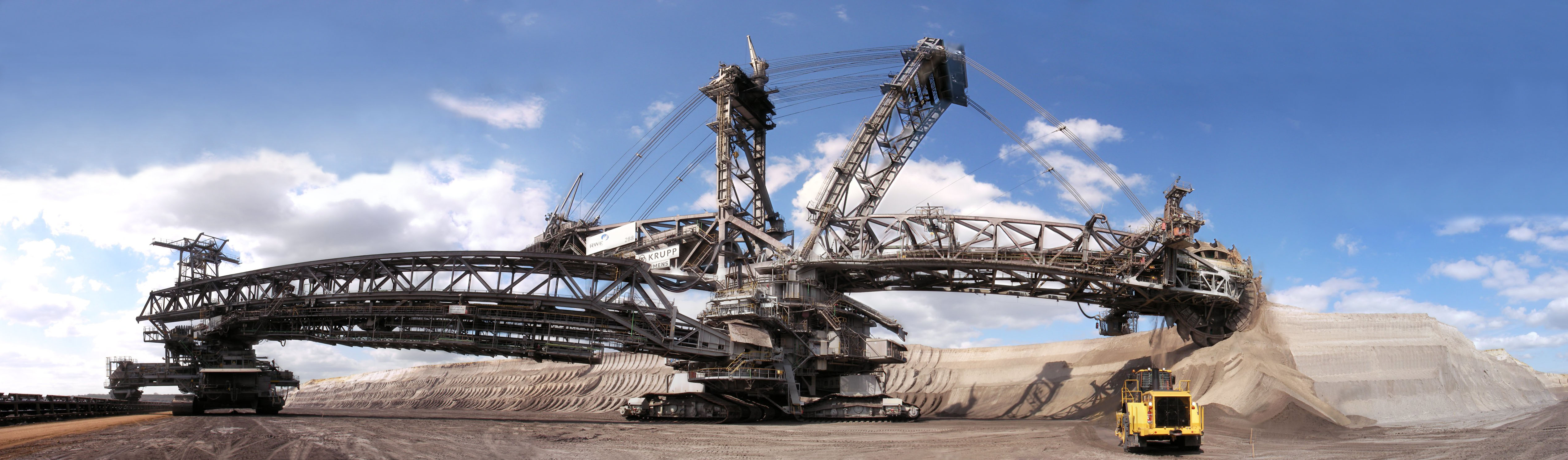
Il Bagger 288

Il Bagger 288 è un escavatore costruito dalla ditta tedesca Krupp per l'impresa mineraria Rheinbraun. All'epoca della sua costruzione (1978) divenne il più grande cingolato al mondo, superando il Crawler-transporter della NASA utilizzato per trasportare lo Space Shuttle e il veicolo di lancio Saturn V. Con il suo peso di 13.500 tonnellate riuscì inoltre a battere il primato detenuto da Big Muskie.
La progettazione del Bagger 288 richiese cinque anni e l'assemblaggio altri cinque, con un costo totale che raggiunse i 100 milioni di dollari. Nel 1995 fu sostituito dal Bagger 293 dal peso di 14.200 tonnellate.

## Nella cultura di massa
Un Bagger 288 è stato utilizzato nel film Ghost Rider - Spirito di vendetta nel quale il protagonista, col suo potere di "indemoniare" i veicoli, trasforma il mezzo in un incubo infuocato.
Nel film Hunger Games: La ragazza di fuoco, il Bagger è visibile sullo sfondo del distretto 12.
Nel 2009, il comico britannico Joel Veitch ha pubblicato una canzone dedicata al Bagger 288 nell'album Spongs In the Key of Life. Nel testo della canzone, il Bagger 288 è stato costruito per proteggere l'umanità dai Godzilla e dai robot del futuro. Nel video musicale, la canzone è accompagnata da spezzoni di un documentario televisivo tedesco sulle benne escavatrici nella zona della Ruhr.